# Otto Weil

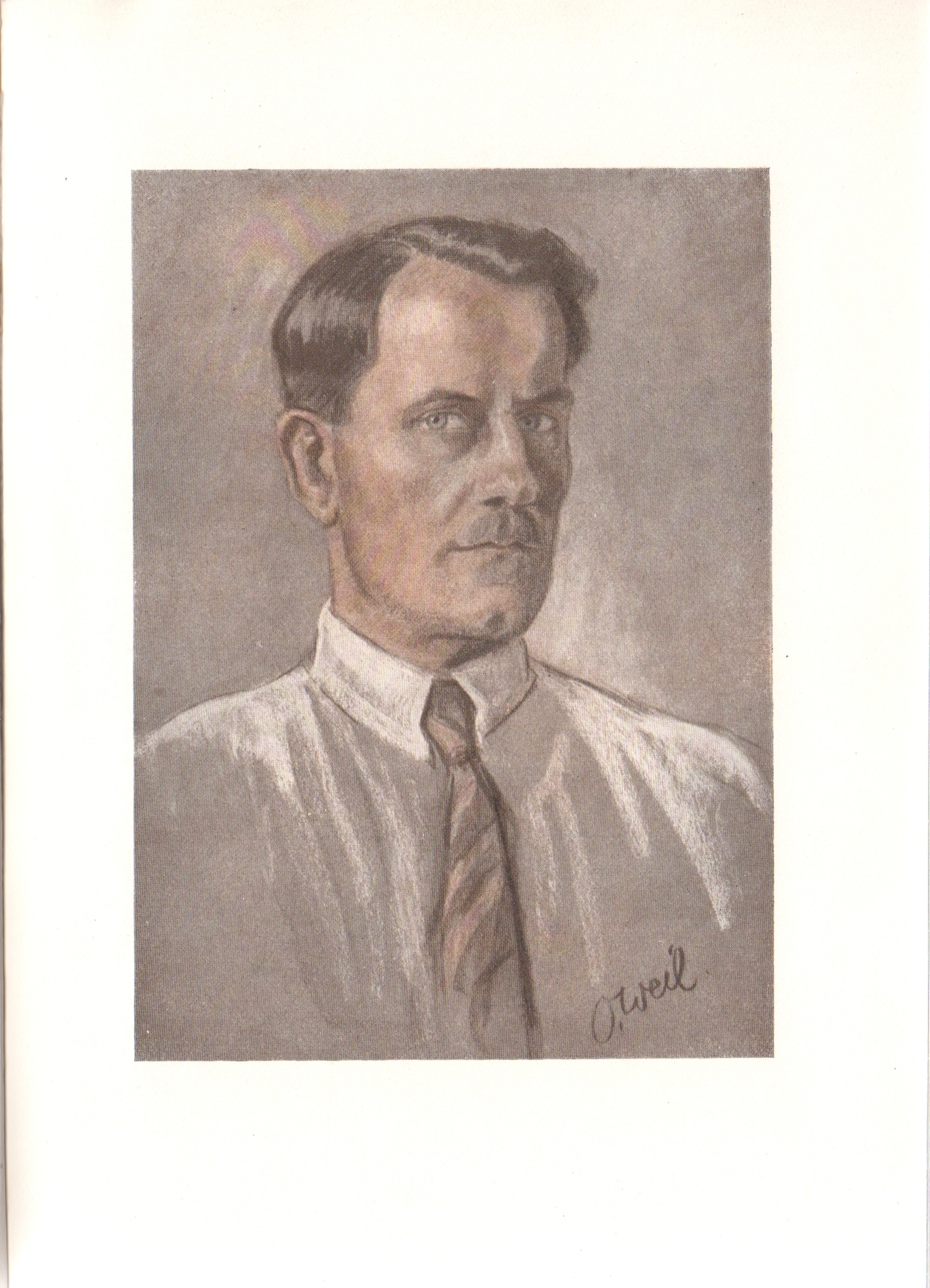
Selbstbildnis

Otto Weil (* 25. Juni 1884 in Friedrichsthal (Saar); † 20. Februar 1929 in Saarbrücken) war ein deutscher Maler und Grafiker.

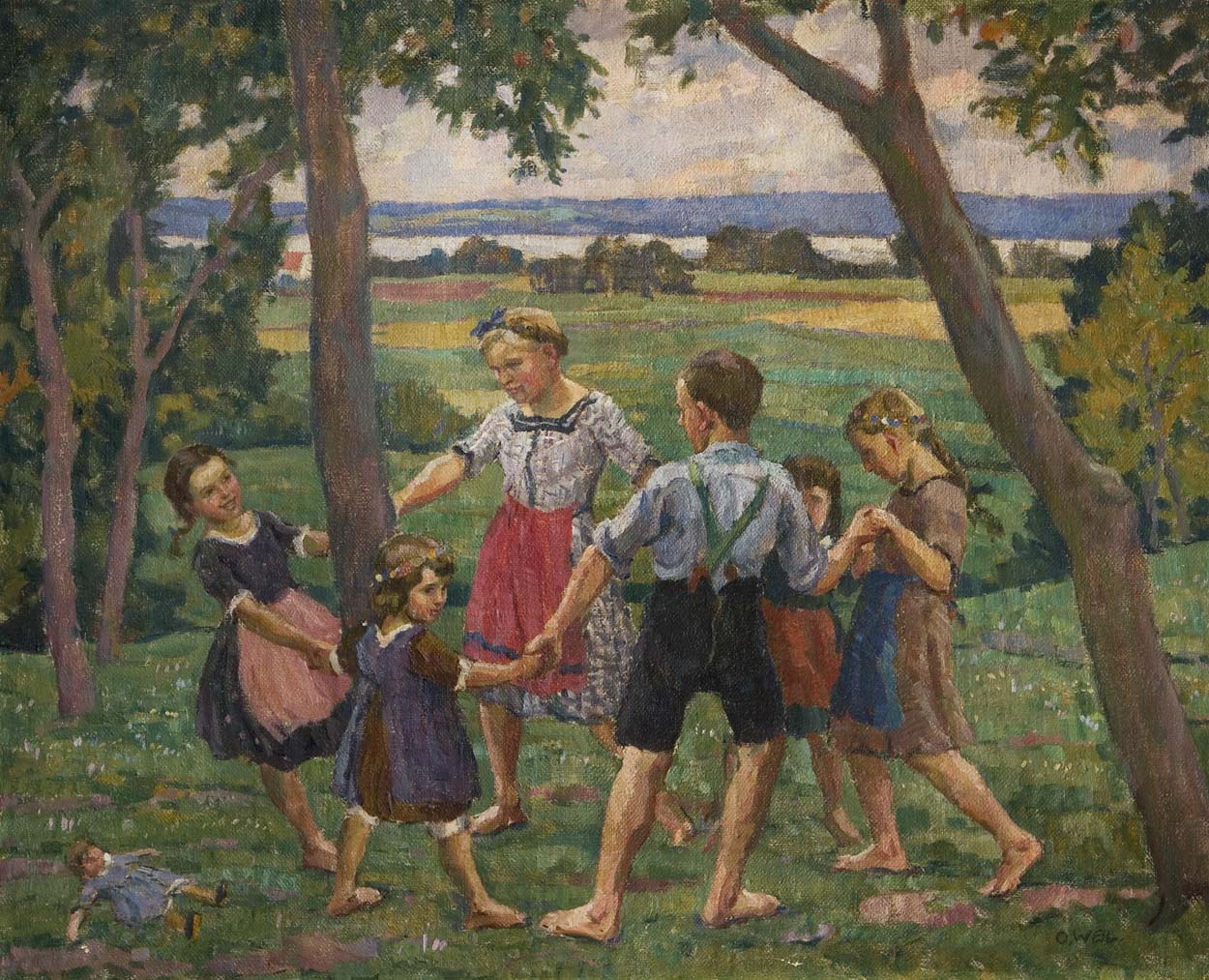
Otto Weil: Ringelreihen

## Leben
Otto Weil kam als Sohn des Wirtes Heinrich Philipp Weil und seiner Frau Luise (geb. Diener) am 25. Juni 1884 in Friedrichsthal (Saar) zur Welt. 1889 zog die Familie nach Saarbrücken. Als Schüler unternahm Otto Weil bereits erste Malversuche. Von 1893 bis 1902 besuchte er das Ludwigsgymnasium in Saarbrücken, wo er das Abitur ablegte.
Auf Wunsch des Vaters war Weil im Wintersemester 1902/1903 im Fachbereich Architektur der Technischen Hochschule Karlsruhe eingeschrieben. 1903 wechselte er, wohl ohne Wissen der Eltern, an die „Großherzogliche Kunstschule“ (die spätere Kunstakademie Karlsruhe) und studierte dort bis 1904 bei Ludwig Schmid-Reutte. Von Karlsruhe aus ging er an die Kunstakademie München und wurde dort Schüler von Ludwig von Herterich, Gabriel von Marr und Franz von Stuck. Mit seinem Mitstudenten Edwin Scharff bereiste er ab Oktober 1907 vier Monate lang Italien und Spanien. 1911 hielt er sich für einige Zeit in der Künstlerkolonie Worpswede auf.
1913 heiratete Otto Weil Elvira Herde. Sie hatten miteinander einen Sohn, Otto Hans Felix Weil (geb. 1911). Im selben Jahr zog die junge Familie Weil nach Saarbrücken. Bei Ausbruch des Ersten Weltkrieges wurde er zur Infanterie nach Forbach einberufen und lebte dort mit seiner Familie. Im Krieg arbeitete er bei der Frontzeitung „Der Stoßtrupp“ als Illustrator und gestaltete Postkarten und Plakate.
1917 stellte Weil seine erste Ausstellung gemeinsam mit dem saarländischen Künstler Hermann Keuth zusammen.
Ab dem 25. Februar 1918 war Weil wieder in München gemeldet, wo er in der Agnesstraße wohnte und ein Atelier in der Schellingstraße bezog. Er nahm Fritz Zolnhofer als Schüler auf.
1919 starb Weils Frau. Er selbst zog nach Nymphenburg.
1921 ging Otto Weil eine zweite Ehe ein mit der Elfenbeinschneiderin und Künstlerin Johanna Speckner, genannt Hanna. Mit ihr bekam er 1924 eine Tochter, Hannelore.
1922 gehörte Weil zu den ersten Mitgliedern des Saarländischen Künstlerbundes.
Ab 1923 hatte Weil seinen ständigen Wohnsitz in Holzhausen am Ammersee, wo sich schon zu Beginn des Jahrhunderts die Künstlerkolonie Holzhausen gebildet hatte. Eine auf 1921 datierte Zeichnung „Der erste Spatenstich auf unserem Grundstück in Holzhausen“ dokumentiert den Bau des eigenen Hauses. Jedes Jahr verbrachte Weil jedoch im Herbst und Winter einige Zeit in Saarbrücken und seiner Heimatstadt Neunkirchen, wo er Gemälde in der Buchhandlung eines Freundes ausstellte und Auftragsarbeiten wie ein großformatiges Wandbild im Bahnhof Neunkirchen ausführte.
1927 und 1928 beteiligte er sich an Ausstellungen der Neuen Münchener Künstler-Genossenschaft. Ebenso nahm er 1928 an der Sommer-Kunstausstellung im Münchner Glaspalast teil.

Im Oktober 1928 verlegte er mit seiner Familie den ständigen Wohnsitz nach Saarbrücken. 1929 verstarb Otto Weil erst 43-jährig in Saarbrücken an den Folgen einer Lungenentzündung, die er sich beim Plein air Zeichnen am Ufer der Saar zugezogen hatte.

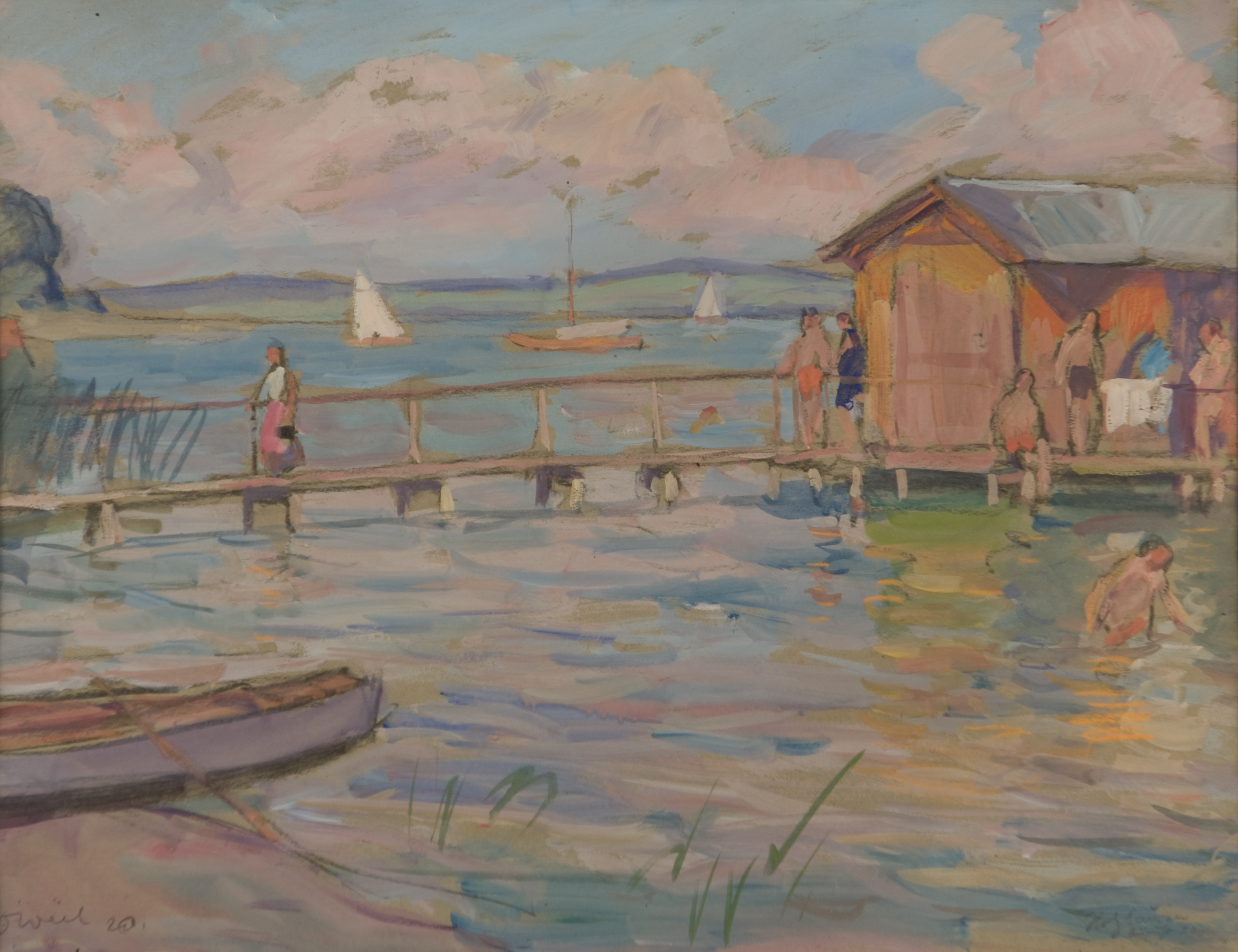
Otto Weil: Badehaus Holzhausen, 1920, Gouache auf Papier

## Werk
Weils Werke sind vom Stil des späten Impressionismus geprägt. Seine Malerei ist z. T. durch die regionale Motivik mit dem Saarland sowie dem oberbayerischen Ammersee verbunden. Verbindungslinien ergeben sich zu den saarländischen Künstlern Albert Weisgerber und seinem Schüler Fritz Zolnhofer.

## Wirkung
Ein Teil des Werkes von Otto Weil gelangte nach der Auswanderung von Weils Tochter 1939 in die USA. Heute ist eine Sammlung im Besitz seiner Enkelin in Basel. Ein anderer Teil des Werkes wurde 1974 durch den Neunkircher Verkehrsverein erworben, der die Werke 1979, 1991 und 2009 ausstellte.
Der von der Stadt Friedrichsthal seit 1998 alle drei Jahre verliehene Otto-Weil-Kulturpreis ist nach ihm benannt. In Friedrichsthal trägt eine Straße seinen Namen.